# Le Propriétaire

Le Propriétaire (The Landlord) est un film américain réalisé par Hal Ashby, sorti en 1970.

## Synopsis
Elgar Enders, un homme blanc qui vit avec faste grâce à l'argent de ses parents, s'achète un lotissement dans le voisinage de Park Slope, à Brooklyn, quartier de New York, avec pour objectif d'en expulser les locataires, et de se faire construire une résidence luxueuse. La rencontre avec ses locataires le fait muer, peu à peu, il se lie d'amitié avec ces travailleurs noirs et pauvres, et ouvre les yeux sur leurs difficultés. Enders décide de rester en tant que propriétaire et d'aider à faire restaurer l'immeuble. Il doit défendre ce choix face à l'incompréhension de sa famille qui le presse de faire aboutir son projet d'origine. Le fossé se creuse encore plus lorsqu'il entame simultanément 2 relations : l'une physique avec une des locataires qu'il met enceinte et l'autre amoureuse avec une danseuse noire (métisse à peau claire), au grand dam de ses parents. 

## Fiche technique
- Titre : Le Propriétaire
- Titre original : The Landlord
- Réalisation : Hal Ashby
- Scénario : Bill Gunn (en) d'après le livre de Kristin Hunter
- Production : Norman Jewison
- Musique : Al Kooper
- Photographie : Gordon Willis
- Pays d'origine : États-Unis
- Format : Couleurs - 1,85:1 - Mono
- Genre : Comédie dramatique
- Durée : 112 minutes
- Date de sortie : 1970

## Distribution
- Beau Bridges : Elgar Winthrop Julius Enders
- Lee Grant : Joyce Enders
- Diana Sands : Francine Marie « Fanny » Johnson
- Pearl Bailey : Marge, la locataire
- Walter Brooke : William Enders Sr.
- Louis Gossett Jr. : Copee Johnson
- Robert Klein : Peter Coots
- Hector Elizondo : Hector
- Trish Van Devere : Sally
- Susan Anspach : Susan Enders

## Distinctions
- Lee Grant fut nommée pour l'Oscar de la meilleure actrice dans un second rôle.